# Franco Tagliavini
Franco Tagliavini (* 29. Oktober 1934 in Novellara; † 15. August 2010 ebenda) war ein italienischer Opernsänger (Tenor).

## Karriere
Tagliavini studierte Gesang an der Musikhochschule von Vercelli bei der Sopranistin Zita Fumagalli-Riva (1893–1994). 1961 war er einer der Gewinner des Gesangswettbewerbs „Aslico“ (Associazione Lirica e Concertista Italiana). Dieser Wettbewerb erlaubte es ihm, 1962 am Teatro Nuovo in Mailand, in der Rolle des Canio in Pagliacci, anschließend am Teatro Bellini von Catania als Cavaradossi in Tosca zu debütieren. Er begann am 10. April 1965 in der Mailänder Scala in der Rolle des Amenophis in Mosè von Rossini. An der Metropolitan Opera in New York debütierte er am 27. März 1970 in Vincenzo Bellinis Norma mit Joan Sutherland und Marilyn Horne.